# A Little More Personal (Raw)
| Recensione | Giudizio |
| ---------- | -------- |
| AllMusic   |          |

A Little More Personal (Raw) è il secondo album di Lindsay Lohan uscito nel 2005.
Grazie al successo ottenuto ed alle copie vendute (2 milioni nel mondo), l'album, nel gennaio 2006, diventa disco d'oro.
Il primo singolo estratto è Confessions of a Broken Heart (Daughter to Father), che parla dei problemi della cantante con il padre. Il secondo singolo estratto, a febbraio 2006, è I Live for the Day, che viene trasmesso sulle radio statunitensi; nonostante il successo radiofonico non viene registrato nessun video musicale della hit.
A giugno 2006 viene trasmesso, sempre sulle radio americane, il terzo singolo Black Hole.
La Lohan ha promosso il disco in alcuni appuntamenti televisivi, tra cui il The Ellen DeGeneres Show. In copertina la cantante siede con lo sguardo concentrato rivolgendo le spalle allo spettatore con una E rossa stampata sulla sua schiena.
Questo è il primo album di Lindsay Lohan pubblicato in Italia.
La cantante ha creato Confessions of a Broken Heart (Daughter to Father) nel suo caravan durante una pausa della realizzazione di Herbie - Il super Maggiolino; è un brano per il quale è stata accusata di aderire allo stereotipo delle denunce contro il padre.

## Tracce
1. Confessions of a Broken Heart (Daughter to Father) – 3:41 (Lindsay Lohan, Kara DioGuardi, Greg Wells)
2. Black Hole – 4:02 (Louise Goffin, Kara DioGuardi, Greg Wells)
3. I Live for the Day – 3:10 (Desmond Child, Andreas Carlsson, Ethan Mentzer, Ben Romans)
4. I Want You to Want Me – 3:09 (Rick Nielsen)
5. My Innocence – 4:18 (Lindsay Lohan, Kara DioGuardi, Greg Wells)
6. A Little More Personal – 2:59 (Lindsay Lohan, Kara DioGuardi, Butch Walker)
7. If It's Alright – 4:06 (Lindsay Lohan, Kara DioGuardi, Butch Walker)
8. If You Were Me – 2:54 (Lindsay Lohan, Kara DioGuardi, Greg Wells)
9. Fastlane – 3:24 (Ben Moody, Mitch Allan, Lindsay Lohan, Kara DioGuardi)
10. Edge of Seventeen – 4:22 (Stevie Nicks)
11. Who Loves You – 3:50 (Kara DioGuardi, Greg Wells)
12. A Beautiful Life (La Bella Vita) – 3:26 (Lindsay Lohan, Kara DioGuardi, Michelle Lewis, Charlton Pettus)

Durata totale: 43:21

## Classifiche
| Classifiche (2005) | Posizione massima |
| ------------------ | ----------------- |
| Australia          | 88                |
| Stati Uniti        | 20                |